# Татинець
Татинець (словен. Tatinec) — поселення в общині Крань, Горенський регіон, Словенія. Висота над рівнем моря: 423,2 м.